# 을해박해
을해박해는 을해년(1815년, 순조 15) 경상도와 강원도에서 일어난 조선정부의 천주교 박해이다.

## 계기
1801년 신유박해가 종결된 후 반포된 척사윤음(斥邪綸音)은 천주교 탄압의 법적 근거가 되어 이후 전국 각지에서 크고 작은 박해가 일어나게 되었고, 이로 인해 교우들은 경상도와 강원도의 산골로 숨어 들어가 교우촌을 이루며 자유로운 신앙생활을 하고 있었다. 그러던 중 1814년 전국에 기근이 들었다. 이 때 교우촌의 재산을 노린 일부 백성과 지방관이 중앙 정부의 지시없이 경상도와 강원도에서 박해가 시작되었다.

## 진행

### 경상도
1815년 4월, 청송의 노래산(老萊山)에서 고성운(高聖云)·고성대(高聖大) 형제 등 35명의 교우가 체포되어 경주진영로 압송되고,이 중 19명은 배교, 2명은 옥사하여 14명이 다시 대구감영으로 이송되었다. 같은 시기 진보(현 영양)의 머루산에서는 김시우(金時佑)를 포함한 33명의 교우가 체포되어 안동진영에서 20명이 배교하고 나머지 13명이 대구감영으로 이송되었으며 같은지역 타 교우촌에서도 김종한(金宗漢),김희성(金稀成) 등 6명의 교우가 체포되어 대구감영으로 이송되었다. 그 후 대구감영에는 33명의 교우가 갇히게 되어  경상감사 이존수(李存秀)가 조정에 이들의 처형을 주청하였다. 그러나 이들에 대한 처형은 1년 6개월 후에야 결정되었는데 그 기간 동안 33명의 교우 중에 26명이 옥사, 병사하고 1816년 12월 19일(음 11월 1일) 사형이 집행되었을 때는 고성운, 고성대, 김종한, 김희성, 김화춘, 최성열(崔性悅), 이시임(李時任) 등 7명의 교우들만 남아 있었다. 

### 강원도
1815년초 많은 교우들이 체포되어 원주감영에 갇혔으나 대개는 배교하교 석방되거나 유배되었고 김강이(金綱伊)만이 12월 5일(음 11월 5일) 옥사하였다. 을해박해는 이것으로 형식상 종결되었다.

## 결과
경상도와 강원도에 새로 형성된 많은 교우촌들이 파괴되었고, 100여명의 교우가 체포되어 30여명의 교우가 순교했을 뿐 아니라, 체포되지 않은 교우들도 재산을 약탈당하고 쫓겨 다녀야 하는 신세가 되어 이 지역에서 천주교는 큰 피해를 입게 되었다.